# Ана Софренович
Ана Софренович (серб. Ана Софреновић; нар. 18 вересня 1972, Белград, СФРЮ) — сербська акторка.

## Вибіркова фільмографія
- Навмисне вбивство (1995)
- Балканські правила (1997)
- Легіонер (1998)
- Хлопці з вулиці Маркса та Енгельса